# Hotaru (okręg Vrancea)
Hotaru – wieś w Rumunii, w okręgu Vrancea, w gminie Andreiașu de Jos. W 2011 roku liczyła 41
mieszkańców.